# NGC 2163
NGC 2163 (również CED 62, DG 87 lub LBN 855) – mgławica refleksyjna znajdująca się w gwiazdozbiorze Oriona. Odkrył ją Édouard Stephan 6 lutego 1874 roku. Odległość biegunowa podana w katalogu NGC była błędna, John Dreyer skorygował tę pomyłkę w drugiej części Index Catalogue. NGC 2163 jest mgławicą dwubiegunową, rozciągającą się na północ i południe od gwiazdy centralnej o jasności ok. 11m. Północna część mgławicy jest nieco jaśniejsza od południowej.